# Taille des logements en France
En France, la surface de l'ensemble des logements, neufs et anciens, est régie par le décret no 2002-120 du 30 janvier 2002 « relatif aux caractéristiques du logement décent » dans les rapports locatifs. Des conditions supplémentaires sont imposées aux logements neufs par le code de la construction et de l'habitation (CCH) : pour tout appartement ou pour toute maison, la construction d'une surface minimale est imposée en fonction du nombre de personnes habitant au foyer.
Ces textes ont une portée générale et s'appliquent à tout constructeur ou propriétaire d'un logement que ce soit une personne physique ou une personne morale.
Des conditions de surface supplémentaires peuvent s'appliquer en cas de sollicitation d'aides de l'État, sous forme de prêts aidés, d'une aide personnalisée au logement ou d'une allocation logement.
On peut aussi retrouver d'autres conditions de surface des logements au titre des normes minimales d'habitabilité contenues dans le Règlement sanitaire de chaque département.

## Statistiques
Les logements français sont d'une surface inférieure à la moyenne européenne.
| Pays ou entité | Maison isolée | Maison mitoyenne | Appartement |
| -------------- | ------------- | ---------------- | ----------- |
| UE-28          | 127,3         | 114,6            | 79,2        |
| Zone euro      | 132,7         | 115              | 83          |
| Allemagne      | 142           | 126              | 81,5        |
| Belgique       | 149,8         | 129,6            | 83,4        |
| France         | 123,7         | 104,5            | 71,4        |
| Luxembourg     | 186,2         | 157,1            |             |

es et non dans des maisons). 

## Surfaces

### Surface et volume habitables minimum des logements et des pièces principales
Préambule terminologique : selon l'article R111-1 du CCH « un logement ou habitation comprend, d'une part, des pièces principales destinées au séjour ou au sommeil, éventuellement des chambres isolées et, d'autre part, des pièces de service, telles que cuisines, salles d'eau, cabinets d'aisance, buanderies, débarras, séchoirs, ainsi que, le cas échéant, des dégagements et des dépendances ».

#### Nombre et tailles des pièces
La taille des logements est régie par différentes lois :
- Selon l'article 4 du décret no 2002-120 du 30 janvier 2002[1] « relatif aux caractéristiques du logement décent », tout logement doit disposer d'au moins une pièce principale ayant soit une surface habitable au moins égale à 9 m2 et une hauteur sous plafond au moins égale à 2,2 m, soit un volume habitable au moins égal à 20 m3 (la surface habitable et le volume habitable étant déterminés conformément aux dispositions de l'article R.156-1 du code de la construction et de l'habitation[5]).

- Selon l'article R156-1 du Code de la construction et de l'habitation applicable aux logements neufs, « La surface et le volume habitables d'un logement doivent être de 14 m2 et de 33 m3 au moins par habitant prévu lors de l'établissement du programme de construction pour les quatre premiers habitants et de 10 m2 et 23 m3 au moins par habitant supplémentaire au-delà du quatrième[5]. »

- D'autres surfaces minimales sont imposées aux logements financés à l'aide de prêts conventionnés :

| type    | Nb pièces | surface mini. neuf | surface mini. rénovation |
| ------- | --------- | ------------------ | ------------------------ |
| T1      | 1         | 18 m2              | 16 m2                    |
| T1 no 2 | 1         | 30 m2              | 27 m2                    |
| T 2     | 2         | 46 m2              | 41 m2                    |
| T 3     | 3         | 60 m2              | 54 m2                    |
| T 4     | 4         | 73 m2              | 66 m2                    |
| T 5     | 5         | 88 m2              | 79 m2                    |
| T 6     | 6         | 99 m2              | 89 m2                    |
| T 7     | 7         | 114 m2             | 103 m2                   |

Depuis le 1er novembre 2001, pour bénéficier d'un prêt conventionné les normes de surfaces ont été supprimées dans le neuf.

#### Maison
La surface minimale pour une maison est de 30 m2 pour une construction neuve, et de 27 m2 pour une rénovation. Cela augmente en fonction du nombre de pièces ainsi qu'avec le nombre d'occupants.
La surface minimale des rangements est de 0,3 % de la taille des logements.

### Surface des pièces autres que la pièce principale
Les autres pièces d'habitation ne peuvent avoir une surface inférieure à 7 mètres carrés. Attention, les dégagements d'une largeur inférieure à deux mètres ne sont pas pris en compte.
Les surfaces qui suivent sont des surfaces minimum conseillées, décomposées en longueur × largeur (hors cloisons) : 
- Cuisine : 8 m2 soit (3,30 × 2,30)
- Salle de bain : 3 m2 (1,60 × 1,90)
- WC : 1 m2 soit (1,25 × 0,80) (Attention aux nouvelles normes pour les personnes à mobilité réduite - un fauteuil roulant doit pouvoir se placer à côté de la cuvette)
- Chambre enfant : 9 m2 (2,7 × 3,40)
- Chambre parentale : 12 m2 (4.0 x 3.0) + taille 1 lit pour bébé.

### Surface des annexes
Les surfaces ci-dessous sont les surfaces minimum conseillées, décomposées en longueur × largeur (hors cloisons) : 
- Garage : 14 m2 soit (5,00 × 2,80)
- Place de parking : 12,5 m2 soit (5,00 × 2,50)
  - Place de parking pour personne à mobilité réduite : 16,5 m2 soit (5,00 × 3,30)
- Cave : 4 m2 soit (2,00 × 2,00)
- Largeur des couloirs : 1,20 m - en cas de couloir adapté aux personnes à mobilité réduite, la largeur doit être portée à 1,40 m

## Hauteurs des pièces
Pour les logements neufs, et depuis quelques années, la hauteur standard des pièces est de 2,50 m, mais elle ne correspond à aucun impératif réglementaire. En effet, l'article R111-2 du code de la construction et de l'habitation dispose que "la surface et le volume habitables d'un logement doivent être de 14 m2 et de 33 m3 au moins par habitant prévu lors de flemme de finir
Les normes d'habitabilité sont fixées par un règlement
Article 40.4 : "La hauteur sous plafond ne doit pas être inférieure à 2,20 m" est une disposition  de ce Règlement Sanitaire Départementale[pas clair] . Les Agences Régionales de Santé sont chargées de faire respecter à ce point.
La hauteur minour les annexes est définie quant à elle à 1,90 m.

## Différences entre T et F
Il y a peu de différence entre Type T (du T1 au T7) et F (du F1 au F6), si ce n'est que Fonction a historiquement précédé Type. Ce changement a été accompagné de quelques subtilités, peu connues et qui n'ont plus d'utilité.
Se reporter si besoin au paragraphe "classification des logements".
| Type d'appartement | Description                                   |
| ------------------ | --------------------------------------------- |
| F1                 | cuisine, pièce de vie                         |
| F2                 | cuisine, salle à manger, 1 chambre à coucher  |
| F3                 | cuisine, salle à manger, 2 chambres à coucher |
| F4                 | cuisine, salle à manger, 3 chambres à coucher |
| F5                 | cuisine, salle à manger, 4 chambres à coucher |
| F6                 | cuisine, salle à manger, 5 chambres à coucher |